# Landkreis Przemysl
Powiat Przemysl (niem. Landkreis Przemysl, Kreishauptmannschaft Przemysl, pol. powiat przemyski) – jednostka administracyjna samorządu terytorialnego dystryktu krakowskiego w Generalnym Gubernatorstwie. Funkcjonowała od 3 listopada 1941 do lipca 1944. Siedzibą władz powiatu oraz starostwa był Przemysl.

## Historia
Po wybuchu II wojny światowej większa (prawobrzeżna) część przedwojennego powiatu przemyskiego z (prawobrzeżnym) Przemyślem została włączona do obwodu lwowskiego w ZSRR.
Wraz z wybuchem wojny niemiecko-radzieckiej 22 czerwca 1941 tereny obwodu lwowskiego zostały zajęte przez wojska niemieckie, a Galicja Wschodnia weszła 1 sierpnia 1941 w skład Generalnego Gubernatorstwa (GG). Na mocy dekretu Adolfa Hitlera z 1 sierpnia 1941 prawie cały jej obszar utworzył nowy dystrykt o nazwie Dystrykt Galicja, jednak nowo utworzony Landkreis Przemysl włączono do funkcjonującego w GG od 1939 roku dystryktu krakowskiego.
W skład Landkreis Przemysl weszły obszary dotychczasowych radzieckich rejonów: birczańskiego (oprócz zachodniej części, którą włączono do nowo utworzonego Landkreis Krosno), chyrowskiego, dobromilskiego, medyckiego i przemyskiego. Do Landkreis Przemysl przyłączono równocześnie położoną na północ od Sanu część przedwojennego powiatu przemyskiego, która znalazła się po niemieckiej stronie Linii Mołotowa i od 1939 roku należała do Landkreis Jaroslau (powiatu jarosławskiego). Obszar ten objął gminę Orzechowce, przedzielone granicą gminy Dubiecko, Krzywcza i Wyszatyce oraz niemieckie miasto na prawach powiatu Deutsch-Przemysl, utworzone na przemyskim lewobrzeżnym Zasaniu, które 15 listopada 1941 zintegrowano ponownie z dotychczas radzieckim (głównym) Przemyślem.
Powiat zajmował powierzchnię 1996 km², i liczył 1 marca 1943 (wraz z miastem Przemyśl) 217.106 mieszkańców. Starostą powiatowym do 1942 był dr F. Heinisch, a następnie starosta Paul.

## Landgemeinden – gminy
- Bircza
- Chyrów
- Dobromil
- Dubiecko
- Hujsko
- Krzywcza
- Krościenko
- Kuźmina
- Medyka
- Miżyniec
- Nowe Miasto
- Niżankowice
- Orzechowce
- Olszany
- Przemyśl
- Popowice
- Rybotycze
- Wyszatyce
- Wojtkowa
- Żohatyn